# ساحل ملی جزیره پادره
ساحل ملی جزیره پادرِه (به انگلیسی: Padre Island National Seashore) یک پارک ملی و ساحلی در مجاورت خلیج مکزیک در ایالت تگزاس، و در جزیره پادره جنوبی در ایالات متحده آمریکا است.
این پارک محل تخمگذاری نوعی لاک‌پشت نادر دریایی بنام کمپس ریدلی می‌باشد.